# Selaginella acutifolia
Selaginella acutifolia är en mosslummerväxtart som först beskrevs av Stolze, och fick sitt nu gällande namn av Valdespino. Selaginella acutifolia ingår i släktet mosslumrar, och familjen mosslummerväxter. Inga underarter finns listade i Catalogue of Life.